# ديسكافوري فاميلي
ديسكافوري فاميلي (بالإنجليزية: Discovery Family)‏ هي قناة فضائية مملوكة لشركة ديسكفري كوميونيكيشنز. وتُعتبر شبكة صديقة للعائلة مع مزيج من برامج الأطفال الأصلية للقناة والمكتسبة من شركات أخرى، مثل هاسبرو وماي ليتل بوني: فرندشيب إز ماجيك، وهي أدبيات علمية موجهة للأسرة.